# Callaway Golf Company
Callaway Golf Company este o companie americană internațională de articole sportive care proiectează, produce, comercializează și vinde echipamente de golf, accesorii de golf și produse legate de stilul de viață al golfului în mai mult de 70 de țări din întreaga lume. Compania americană, cu sediul în Carlsbad, California, este cel mai mare producător din lume de crosă de golf.
Callaway Golf își vinde produsele prin Comercianți de echipamente de golf și comercianții de articole sportive, prin intermediul comercianților de masă, direct online și prin serviciile sale de proprietate și comerț. Callaway Golf licențează numele, mărcile comerciale și mărcile de servicii pentru produsele de viață ale golfului, inclusiv îmbrăcăminte de golf, încălțăminte de golf, genți de golf, articole de îmbrăcăminte, ceasuri, telemetru, ajutoare de practică și echipament de călătorie.
Callaway Golf comercializează, de asemenea, produse sub marca Odyssey putter, achiziționate în 1997, precum și mărcile de golf Strata și Ben Hogan, ridicate în urma falimentului fostei diviziuni de golf Spalding din 2003.

## Legături externe
- Official Callaway Golf website
- Official Odyssey Golf website